# Châlons-en-Champagne
Châlons-en-Champagne je grad u francuskoj regiji Grand Est. Sjedište je departmana Marne, iako je četiri puta manji od grada Reims. Grad se u prošlosti zvao Châlons-sur-Marne, a ime je promijenio 1998. godine. Na popisu stanovništva 2017. godine grad je imao 44.753 stanovnika.